# Клубний Мундіаліто з пляжного футболу
Клубний Мундіаліто з пляжного футболу (англ. Mundialito de Clubes) — престижний міжнародний клубний турнір з пляжного футболу, що проводиться щороку, починаючи з 2011 року, на пляжі Репреза де Гуарапіранга (англ. Represa de Guarapiranga) в Сан-Паулу (Бразилія).

## Турніри
| Рік         | Місце проведення | Фінал           | Фінал                  | Фінал           |                 | Матч за 3-тє місце | Матч за 3-тє місце     | Матч за 3-тє місце |
| Рік         | Місце проведення | Переможець      | Рахунок                | 2-ге місце      | 3-тє місце      | Рахунок            | 4-те місце             |                    |
| 2011 Деталі | Сан-Паулу        | «Васко да Гама» | 4 : 2                  | «Спортінг»      | «Фламенго»      | 5 : 4 (ОТ)         | «Локомотив»            |                    |
| 2012 Деталі | Сан-Паулу        | «Локомотив»     | 6 : 4                  | «Фламенго»      | «Васко да Гама» | 5 : 4              | «Спортінг»             |                    |
| 2013 Деталі | Ріо-де-Жанейро   | «‎Корінтіанс»    | 3 : 3 (ОТ) 1 : 0 (ПЕН) | «‎Фламенго»      |                 | «‎Васко да Гама»    | 3 : 1                  | «‎Ботафого»         |
| 2015 Деталі | Ріо-де-Жанейро   | «‎Барселона»     | 4 : 4 (ОТ) 3 : 2 (ПЕН) | «Васко да Гама» |                 | «‎Аль-Ахлі»         | 4 : 4 (ОТ) 3 : 2 (ПЕН) | «‎Флумінесе»        |
| 2017 Деталі | Сан-Паулу        | «Локомотив»     | 5 : 4                  | «‎Парс Джонобі»  |                 | «‎Корінтіанс»       | 3 : 2                  | «‎Фламенго»         |
| 2019 Деталі | Москва           | «‎Брага»         | 7 : 6                  | «‎Катанія»       |                 | «‎Фламенго»         | 4 : 3                  | «‎Спартак»          |
| 2020 Деталі | Москва           | «‎Брага»         | 8 : 3                  | «‎Спартак»       |                 | «Локомотив»        | 6 : 2                  | «Токіо Верду»      |

## Розподіл медалей за країнами
| Країна                     | Переможець     | 2-ге місце           | 3-тє місце                       | 4-те місце           |
| -------------------------- | -------------- | -------------------- | -------------------------------- | -------------------- |
| Бразилія                   | 2 (2011, 2013) | 3 (2012, 2013, 2015) | 5 (2011, 2012, 2013, 2017, 2019) | 3 (2013, 2015, 2017) |
| Росія                      | 2 (2012, 2017) | 1 (2020)             | 1 (2020)                         | 2 (2011, 2019)       |
| Португалія                 | 2 (2019, 2020) | 1 (2011)             | –                                | 1 (2012)             |
| Іспанія                    | 1 (2015)       | –                    | –                                | –                    |
| Іран                       | –              | 1 (2017)             | –                                | –                    |
| Італія                     | –              | 1 (2019)             | –                                | –                    |
| Об'єднані Арабські Емірати | –              | –                    | 1 (2015)                         | –                    |
| Японія                     | –              | –                    | –                                | 1 (2020)             |

## Розподіл медалей за конфедераціями
| Конфедерація | Переможець                       | 2-е місце            | 3-е місце                        | 4-е місце            |
| ------------ | -------------------------------- | -------------------- | -------------------------------- | -------------------- |
| УЄФА         | 5 (2012, 2015, 2017, 2019, 2020) | 3 (2011, 2019, 2020) | 1 (2020)                         | 3 (2011, 2012, 2019) |
| КОНМЕБОЛ     | 2 (2011, 2013)                   | 3 (2012, 2013, 2015) | 5 (2011, 2012, 2013, 2017, 2019) | 3 (2013, 2015, 2017) |
| АФК          | –                                | 1 (2017)             | 1 (2015)                         | 1 (2020)             |

## Нагороди
| Рік  | Найцінніший гравець             | Найкращий воротар             | Найкращий бомбардувальник                                                                            |
| ---- | ------------------------------- | ----------------------------- | --- |
| 2011 | Саранді Помперо (Васко да Гама) | Пауло Граса (Спортінг)        | Андре Насіменту (Фламенго) 16 голів                                                                  |
| 2012 | Бенжамін (Фламенго)             | Віталій Сидоренко (Локомотив) | Маджер (Спортінг) 10 голів                                                                           |
| 2013 | Мао (Корінтіанс)                | Мао (Корінтіанс)              | Еуден (Фламенго) 7 голів                                                                             |
| 2015 | Озу (Барселона)                 | Джонатан Торіха (Барселона)   | Дачін'я (Барселона) Лукао (Васко да Гама) Бокіння (Васко да Гама) Неліто Олівейра (Спортінг), 7голів |
| 2017 | Неліто Олівейра (Локомотив)     | Максим Чужков (Локомотив)     | Ігор (Ботафого) 7 голів                                                                              |
| 2019 | Бе Мартінес (Брага)             | Рафаєль Паджілія (Брага)      | Лукао (Катанія) 12 голів                                                                             |
| 2020 | Філіпе (Брага)                  | Рафаєль Паджілія (Брага)      | Едуард (Леванте) 10 голів                                                                            |